# Valenzuela indicator
Valenzuela indicator är en insektsart som först beskrevs av Edward L. Mockford 1969.  Valenzuela indicator ingår i släktet Valenzuela och familjen fransvingestövsländor. Inga underarter finns listade i Catalogue of Life.